# Dragon Tales
 (octobre 2017).
Si vous disposez d'ouvrages ou d'articles de référence ou si vous connaissez des sites web de qualité traitant du thème abordé ici, merci de compléter l'article en donnant les références utiles à sa vérifiabilité et en les liant à la section « Notes et références ».
Dragon Tales, en français Histoires de Dragons, est une série télévisée d'animation canadienne-américaine en 93 épisodes de 23 minutes créée par Jim Coane et John Mariella et diffusée entre le 6 septembre 1999 et le 25 novembre 2005 sur PBS Kids aux États-Unis et sur le réseau CBC au Canada.
En France, la série a été diffusée à partir de 2004 sur Canal+ dans l'émission Canaille +.

## Synopsis
La série se concentrait sur les exploits de deux frères et sœurs, Emmy et Max, en possession d'une pierre de dragon enchantée capable de les transporter dans un pays de fantaisie lunatique habité par des dragons anthropomorphes colorés sur leur récitation d'une rime. Amis de quatre gentils dragons parlant avec des personnalités distinctes, Ord, Cassie, Zak et Wheezie, ils se rendent fréquemment à Dragon Land et aident leurs amis à accomplir des tâches particulières, les aidant dans leurs problèmes quotidiens et apprenant des mœurs importantes grâce à leurs expériences avec fantaisie éducative de Dragon Land.
Conçu pour éduquer légèrement les enfants d'âge préscolaire dans la culture hispanique (en raison des origines espagnoles d'une partie des personnages centraux), pendant les dernières saisons du programme un nouveau personnage nommé Enrique a fait ses débuts, fournissant à la série un troisième protagoniste. Entourés d'une variété de personnages uniques et confrontés à de nombreuses situations différentes, Emmy et Max se lancent souvent dans des aventures avec leurs amis anthropomorphes, conquérant leurs peurs ou atteignant des objectifs malgré les obstacles qui les empêchent de le faire.

## Personnages
- Max
- Emmy
- Enrique
- Ord (bleu)
- Cassie (rose)
- Zak (vert)
- Wheezie (violette)
- Quetzal (jaune)

## Distribution

### Voix originales
- Andrea Libman : Emmy
- Danny McKinnon : Max
- Aida Ortega : Enrique
- Ty Olsson : Ord
- Chantal Strand : Cassie
- Jason Michas : Zak
- Kathleen Barr : Wheezie, Polly Nimbus et la mère d'Emmy et Max
- Eli Gabay : Quetzal et le père d'Emmy et Max
- Scott McNeil : Arlo, Captain Scallywag, Sid Sycamore
- Erin Fitzgerald : Priscilla, Windy
- Ian James Corlett : Cyrus, Mr Pop
- Doug Parker : Wyatt
- Lenore Zann : Lorca
- Janyse Jaud : Eunice
- Ellen Kennedy : Kiki, Fynn
- Louise Vallance : Norm the Number Gnome
- Shirley Milliner : Dr Booboogone
- Garry Chalk : Mungus

### Voix françaises
- Brigitte Guedj : Max
- Mathieu Rivolier : York